# 牟倫
牟倫，字秉常，四川叙州人，明朝政治人物，进士出身。

## 生平
永乐十三年（1415年）登乙未进士，官至监察御史，因直谏犯上，被谪戍甘肃。